# Lacaille 9352
Lacaille 9352 (Lac 9352) é uma estrela localizada na constelação de Piscis Austrinus. Com uma magnitude aparente visual de 7,34, esta estrela é demasiada fraca para ser visto a olho nu, mesmo sob excelentes condições de visão. Medições parallax coloca-a a uma distância de cerca de 10,74 anos-luz (3,29 parsecs) da Terra. É o décimo segundo sistema estelar mais próximo do Sistema Solar e é a estrela da constelação de Piscis Austrinus mais próxima. A simulação ChView mostra que o seu vizinho mais próximo é o sistema estelar triplo EZ Aquarii a cerca de 4,1 anos-luz de Lacaille 9352.

## Propriedades
Esta estrela tem o quarto maior movimento próprio conhecida, (que foi notado pela primeira vez por Benjamin Gould em 1881) que se move em um total de 6,9 segundos de arco por ano. No entanto, este ainda é um movimento muito pequeno, em geral, uma vez que existem 3.600 segundos de arco em um grau de arco.
O espectro de Lacaille 9352 a coloca em uma classificação estelar de M0.5V, indicando que é um tipo de estrela da sequência principal conhecida como anã vermelha. Esta foi a primeira estrela anã vermelha a ter seu diâmetro angular medido, com o diâmetro físico sendo de cerca de 46% do raio do Sol. Ela tem cerca de metade da massa solar e a parte exterior tem uma temperatura efetiva de cerca de 3.626 K.

## Sistema planetário
Em junho de 2020, duas superterras foram relatadas, bem como um sinal de um suposto terceiro planeta com um período orbital de 50,7 dias — que pode ser devido à atividade estelar — no entanto, se este planeta for real, ele poderia estar localizado dentro da zona habitável. Eles foram detectados usando o método da velocidade radial a partir de observações com o HARPS no Chile e o HIRES no Havaí.